# آية

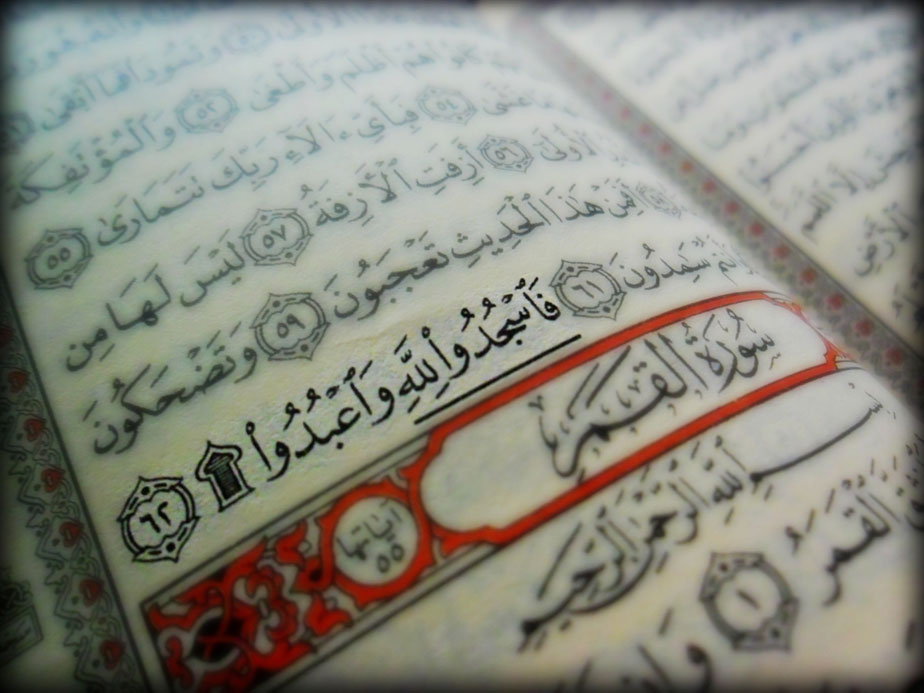
آخر آيات سورة النجم تنتهي بدائرة مزخرفة ۝ والرقم اثنين وستين بالأرقام المشرقية، كما تظهر أول آية من سورة القمر والتي تحتوي على 55 آية كما هو موضح بجانب اسم السورة.

آية قرآنية جمعها آي وآيات، وهي تعني في اللغة العربية العلامة والأمارة أو المعجزة. وعند ذكرها مرتبطة بالقرآن فهي بمعنى الجمل والفقرات التي وردت في القرآن، ويفضل للقارئ التوقف في نهاياتها. وعدد الآيات في القرآن 6236 آية، مع 113 بسملة (غير مرقمة)، فالعدد الكلي هو 6349 آية.
تُقسم كل سورة من سور القرآن إلى عدّة آيات يختلف عددها باختلاف السور، كما يختلف طولها أيضًا، حيث أن بعضها عبارة عن بضعة حروف وبعضها الآخر عبارة عن عدد من السطور. وقد نزلت الآيات القرآنية متميزة عن بيوت الشعر العربي الجاهلي في القافية والوزن، وفي هذا قال العلماء المسلمون أنها نزلت على هذا الشكل لتؤكد نبوّة محمد ولتجابه العرب الوثنيين في أكثر ما تميزو به وأتقنوه، ألا وهو الشعر، وذلك بأن ترغمهم على التفكّر في كيفية إمكان شخص أميّ لا يقرأ الشعر أو يتقنه، أن يأتي بما يفوقه فصاحة. أما عدد آيات القرآن فقد جاء باجتهاد من كبار الصحابة والتابعين ومن روى عنهم، فالنص القرآني محفوظ عندهم ولكن الرسول محمد لم يحدد لهم عدد آيات سورة بعينها إلا سورة الملك في حديثه عن سورة ثلاثون آية تنجي من عذاب القبر، وسورة الفاتحة، عدا ذلك فقد اجتهد علماء المسلمين منذ القرن الأول الهجري في تحديد أي المواضع التي أثر عن النبي محمد هي رؤوس الآيات فنتج عن ذلك سور اختلف العادون مواضع رؤوس الآيات فيها وبالتالي في عدد آياتها، وسور اتفق العادون في عدد آياتها واختلفوا في مواضع رؤوس الآيات، وسور اتفق العادون في عدد آياتها ومواضع رؤوس الآيات فيها. على الرغم من ذلك فإن العلماء اتفقوا على أن الآيات لا تقل عن ستة آلاف، أما ما يزيد عن ذلك فمنهم من قال: مئتا آية وأربع آيات، وقيل: أربع عشر آية، وقيل مئتان وتسع عشرة آية وقيل مئتان وخمس وعشرون آية أو ست وعشرون، وقيل مائتان وست وثلاثون آية. وتجدر الإشارة إلى أن الاختلاف في عدد الآيات لا يعنى وجود نصوص مختلفة، وإنما سببه الاختلاف في تحديد مواضع بداية ونهاية بعض الآيات.
أغلب علماء المسلمين على أن أول ما نزل على محمد من القرآن هو: ﴿اقْرَأْ بِاسْمِ رَبِّكَ الَّذِي خَلَقَ ۝١ خَلَقَ الْإِنْسَانَ مِنْ عَلَقٍ ۝٢ اقْرَأْ وَرَبُّكَ الْأَكْرَمُ ۝٣ الَّذِي عَلَّمَ بِالْقَلَمِ ۝٤ عَلَّمَ الْإِنْسَانَ مَا لَمْ يَعْلَمْ ۝٥﴾ [العلق:1–5] وقيل : إن آخر ما نزل من القرآن هو : ﴿وَاتَّقُوا يَوْمًا تُرْجَعُونَ فِيهِ إِلَى اللَّهِ ثُمَّ تُوَفَّى كُلُّ نَفْسٍ مَا كَسَبَتْ وَهُمْ لَا يُظْلَمُونَ ۝٢٨١﴾ [البقرة:281]، نزلت قبل وفاة محمد بتسع ليال حسب بعض الأقوال. وقيل إن آخر ما نزل من القرآن آيات أخر.

أطول آية في القرآن هي آية الدَّيْن في سورة البقرة وهي الآية رقم 282، وأقصر آية في القرآن هي (طه) أو (يس) أو (حم).